# Iran ai Giochi olimpici
L'Iran ha partecipato per la prima volta ai Giochi olimpici nel 1900.
Gli atleti iraniani hanno vinto 76 medaglie ai Giochi olimpici estivi, prevalentemente nella lotta e nel sollevamento pesi; non hanno mai vinto medaglie ai Giochi olimpici invernali.
Il Comitato Olimpico Nazionale della Persia, oggi Comitato Olimpico Nazionale della Repubblica Islamica dell'Iran, venne creato e riconosciuto dal CIO nel 1947.

## Medaglieri

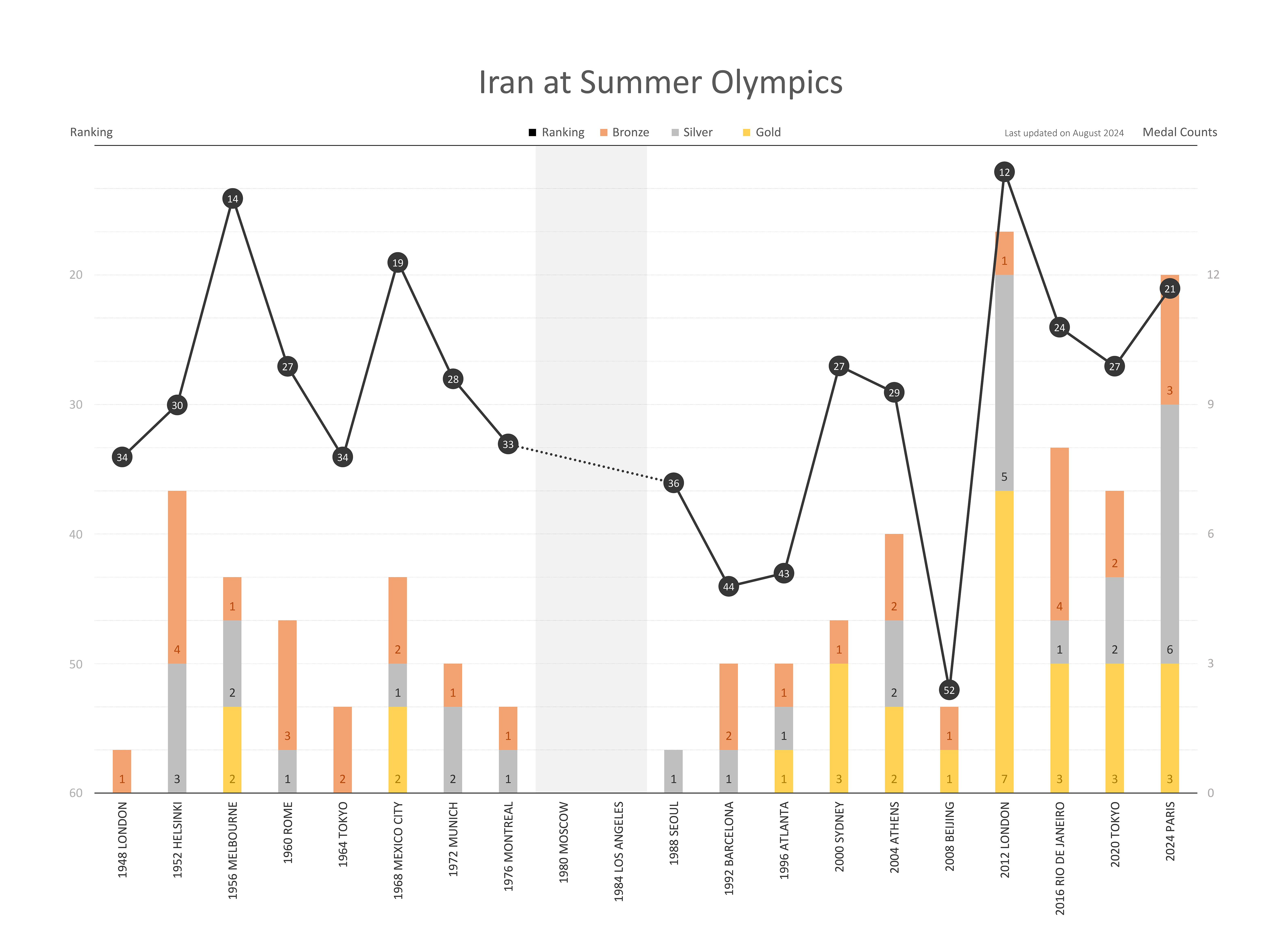
Iran ai Giochi olimpici estivi

### Medaglie alle Olimpiadi estive
| Giochi                 | Oro              | Argento          | Bronzo           | Totale           |
| ---------------------- | ---------------- | ---------------- | ---------------- | ---------------- |
| Atene 1896             | non partecipante | non partecipante | non partecipante | non partecipante |
| Parigi 1900            | 0                | 0                | 0                | 0                |
| St. Louis 1904         | non partecipante | non partecipante | non partecipante | non partecipante |
| Londra 1908            | non partecipante | non partecipante | non partecipante | non partecipante |
| Stoccolma 1912         | non partecipante | non partecipante | non partecipante | non partecipante |
| Anversa 1920           | non partecipante | non partecipante | non partecipante | non partecipante |
| Parigi 1924            | non partecipante | non partecipante | non partecipante | non partecipante |
| Amsterdam 1928         | non partecipante | non partecipante | non partecipante | non partecipante |
| Los Angeles 1932       | non partecipante | non partecipante | non partecipante | non partecipante |
| Berlino 1936           | non partecipante | non partecipante | non partecipante | non partecipante |
| Londra 1948            | 0                | 0                | 1                | 1                |
| Helsinki 1952          | 0                | 3                | 4                | 7                |
| Melbourne 1956         | 2                | 2                | 1                | 5                |
| Roma 1960              | 0                | 1                | 3                | 4                |
| Tokyo 1964             | 0                | 0                | 2                | 2                |
| Città del Messico 1968 | 2                | 1                | 2                | 5                |
| Monaco 1972            | 0                | 2                | 1                | 3                |
| Montreal 1976          | 0                | 1                | 1                | 2                |
| Mosca 1980             | non partecipante | non partecipante | non partecipante | non partecipante |
| Los Angeles 1984       | non partecipante | non partecipante | non partecipante | non partecipante |
| Seul 1988              | 0                | 1                | 0                | 1                |
| Barcellona 1992        | 0                | 1                | 2                | 3                |
| Atlanta 1996           | 1                | 1                | 1                | 3                |
| Sydney 2000            | 3                | 0                | 1                | 4                |
| Atene 2004             | 2                | 2                | 2                | 6                |
| Pechino 2008           | 1                | 0                | 1                | 2                |
| Londra 2012            | 7                | 5                | 1                | 12               |
| Rio 2016               | 3                | 1                | 4                | 8                |
| Tokyo 2020             | 3                | 2                | 2                | 7                |
| Parigi 2024            | 3                | 6                | 3                | 12               |
| Totale                 | 27               | 29               | 32               | 88               |

### Medaglie alle Olimpiadi invernali
| Giochi                 | Oro              | Argento          | Bronzo           | Totale           |
| ---------------------- | ---------------- | ---------------- | ---------------- | ---------------- |
| Cortina d'Ampezzo 1956 | 0                | 0                | 0                | 0                |
| Squaw Valley 1960      | non partecipante | non partecipante | non partecipante | non partecipante |
| Innsbruck 1964         | 0                | 0                | 0                | 0                |
| Grenoble 1968          | 0                | 0                | 0                | 0                |
| Sapporo 1972           | 0                | 0                | 0                | 0                |
| Innsbruck 1976         | 0                | 0                | 0                | 0                |
| Lake Placid 1980       | non partecipante | non partecipante | non partecipante | non partecipante |
| Sarajevo 1984          | non partecipante | non partecipante | non partecipante | non partecipante |
| Calgary 1988           | non partecipante | non partecipante | non partecipante | non partecipante |
| Albertville 1992       | non partecipante | non partecipante | non partecipante | non partecipante |
| Lillehammer 1994       | non partecipante | non partecipante | non partecipante | non partecipante |
| Nagano 1998            | 0                | 0                | 0                | 0                |
| Salt Lake City 2002    | 0                | 0                | 0                | 0                |
| Torino 2006            | 0                | 0                | 0                | 0                |
| Vancouver 2010         | 0                | 0                | 0                | 0                |
| Soči 2014              | 0                | 0                | 0                | 0                |
| Pyeongchang 2018       | 0                | 0                | 0                | 0                |
| Pechino 2022           | 0                | 0                | 0                | 0                |
| Totale                 | 0                | 0                | 0                | 0                |